# Кухар, Вацлав
Ва́цлав Ми́хал Ку́хар (пол. Wacław Michał Kuchar; 16 сентября 1897, Ланьцут — 13 февраля 1981, Варшава) — польский футболист, хоккеист (хоккей с шайбой), легкоатлет и конькобежец.
В составе футбольной сборной Польши принимал участие в Олимпийских играх 1924 года, в составе хоккейной сборной Польши стал вице-чемпионом Европы в 1929 году.

## Спортивная карьера

### Футбол
Считается первой суперзвездой польского футбола. Играл за «Погонь» (Львов), с 1912 по 1935 год сыграл за команду 1052 матча, в которых отличился 1065 раз. В чемпионате Польши — 198 матчей, 98 мячей. В сезонах 1922 и 1926 годов становился лучшим бомбардиром чемпионата. 4 раза выигрывал в составе «Погони» чемпионат Польши.
В сборной Польши дебютировал 18 декабря 1921 года в Будапеште, в товарищеской игре со сборной Венгрии. Это был первый матч сборной Польши в истории, команда уступила 0:1. Принимал участие в футбольном турнире Олимпиады 1924 года, в единственном матче поляки уступили сборной Венгрии 0:5. Всего за сборную Польши сыграл 23 официальных и 3 неофициальных матча, забил 5 мячей, в 14 играх был капитаном команды.
После присоединения Западной Украины к СССР тренировал львовское «Динамо». Затем переехал в Польшу, тренировал «Полонию» (Бытом), «Легию» (1949—1953) и «Полония» (Варшава) (1954—1957). В период с 1947 по 1949 год возглавлял сборную Польши.

### Другие виды спорта
Выступал в различных легкоатлетических дисциплинах, был неоднократным чемпионом Польши в гладком беге на 800 метров, барьерном беге на 110 и 400 метров, прыжках в высоту и тройным, а также в легкоатлетическом десятиборье. Устанавливал рекорды Польши в гладком беге на 800 и 110 метров с барьерами, прыжке в высоту и десятиборье. В 1920 году результат, показанный им на дистанции 800 метров, был достаточен для квалификации на VII Олимпийские игры в Антверпене, но Польша не приняла в них участия из-за советско-польской войны.
В период с 1922 по 1929 год стал 22-кратным чемпионом Польши по конькобежному спорту. На чемпионате Европы 1925 года занял 7-е место.
В 1933 году в составе «Погони» выигрывал чемпионат Польши по хоккею с шайбой. Играл за сборную Польши, с которой занял 2-е место на чемпионате Европы 1929 года.
В 1926 году был назван лучшим спортсменом года в Польше. Кухар стал первым обладателем этого почётного звания.

## Военная карьера
Офицер Войска Польского, ушёл в отставку в звании капитана. Участвовал в обороне Львова от войск ЗУНР, затем — в советско-польской войне. Был награждён крестом Храбрых, крестом Обороны Львова, медалью Орлят. Был кавалером и офицером ордена Возрождения Польши.